# Åmynnet
Åmynnet är en tätort i Örnsköldsviks kommun mitt emellan Köpmanholmen och Bjästa, nära Örnsköldsvik. 

## Befolkningsutveckling
| Befolkningsutvecklingen i Åmynnet 1950–2020 | Befolkningsutvecklingen i Åmynnet 1950–2020 | Befolkningsutvecklingen i Åmynnet 1950–2020 | Befolkningsutvecklingen i Åmynnet 1950–2020 | Befolkningsutvecklingen i Åmynnet 1950–2020 |
| ------------------------------------------- | ------------------------------------------- | ------------------------------------------- | ------------------------------------------- | ------------------------------------------- |
|                                             |                                             |                                             |                                             |                                             |
| År                                          |                                             |                                             | Folkmängd                                   | Areal (ha)                                  |
| 1950                                        | 1950                                        |                                             | 263                                         |                                             |
| 1960                                        | 1960                                        |                                             | 217                                         |                                             |
| 1970                                        | 1970                                        |                                             | 208                                         |                                             |
| 1975                                        | 1975                                        |                                             | 206                                         |                                             |
| 1980                                        | 1980                                        |                                             | 378                                         |                                             |
| 1990                                        | 1990                                        |                                             | 445                                         | 35                                          |
| 1995                                        | 1995                                        |                                             | 417                                         | 35                                          |
| 2000                                        | 2000                                        |                                             | 386                                         | 35                                          |
| 2005                                        | 2005                                        |                                             | 370                                         | 35                                          |
| 2010                                        | 2010                                        |                                             | 340                                         | 34                                          |
| 2015                                        | 2015                                        |                                             | 333                                         | 40                                          |
| 2020                                        | 2020                                        |                                             | 316                                         | 40                                          |
|                                             |                                             |                                             |                                             |                                             |